# Martín Montoya i Torralbo
Martín Montoya i Torralbo (Viladecans, 14 d'abril del 1991) és un futbolista professional català que juga com a lateral dret a l'Aris FC grec. Ha estat internacional amb la selecció catalana.

## Carrera de club

### FC Barcelona
Montoya ingressa al Barça amb només 8 anys i va jugant a totes les categories formatives del club.
La temporada 2007/2008, Montoya va jugar amb el Juvenil A del FC Barcelona, jugant la final de la Copa del Rei Juvenil que va perdre amb el Sevilla FC per 2-0.
La temporada 2008/2009, Montoya alterna el juvenil A i el Barça Atlètic. El 9 de setembre 2008 juga la Copa de Catalunya contra la UE Sant Andreu en el seu primer partit amb el primer equip del FC Barcelona.
La temporada 2010/2011 debuta amb el primer equip del Barça a la lliga durant un Mallorca - Barça que va acabar 0 - 3, el 26 de febrer del 2011 i al final de la temporada 2011/2012 és titular en l'equip que guanya la final de la Copa del Rei 2011-12 a Madrid.
El desembre de 2011 va renovar el seu contracte amb el club blaugrana, fins a la temporada 2013-14, amb una clàusula de rescissió de 12 milions d'euros.
Des de la temporada 2012/2013 disposa de fitxa del primer equip.
Després que la temporada 2014-15 va jugar molt poc, només vuit partits de lliga (sis com a titular) en no entrar en els plans de l'entrenador Luis Enrique Martínez, el desembre de 2014 va fer públic que volia marxar traspassat al mercat d'hivern. Posteriorment, a final de temporada, el seu representant va arribar a un acord amb l'Inter de Milà per a una cessió bianual al club italià a canvi d'1,5 milions d'euros, amb un dret de compra xifrat entre 7 i 8 milions d'euros. El 3 de juliol de 2015 el Barça va fer oficial la cessió per la temporada 2015-16 a l'Inter de Milà. En funció dels partits que jugués, la cessió es podria allargar una altra temporada.
L'1 de febrer de 2016, encara propietat del FC Barcelona, Montoya va signar un contracte de cessió amb el Reial Betis fins al 30 de juny.

### València CF
El 29 de juliol de 2016 es va anunciar que el Barça li donava la carta de llibertat, amb la qual el jugador podria fitxar pel València CF. L'1 d'agost es va confirmar el fitxatge pel club merengot fins al 30 de juny del 2020.

### Brighton & Hove Albion
El 9 d'agost de 2018, Montoya va signar per al club anglès Brighton & Hove Albion FC per 7 milions d'euros. Hi va debutar a la Premier League deu dies després, tot jugant els 90 minuts en una victòria a casa per 3–2 contra el Manchester United FC. Va jugar-hi quatre partits a la FA Cup, inclosa derrota en la semifinal contra el Manchester City FC a Wembley; i 25 partits de lliga durant la temporada, en què l'equip va mantenir la categoria per segon cop consecutiu.

### Betis
Montoya va retornar al Real Betis el 25 d'agost de 2020, amb un contracte per quatre anys.

## Internacional

### Selecció catalana
El 30 de desembre de 2011 va disputar amb la selecció catalana el Trofeu Catalunya Internacional 2011,  contra la selecció de Tunísia, un partit disputat a l'Estadi Olímpic Lluís Companys, que va acabar en empat a 0.
El 3 de gener de 2013 va disputar amb la selecció catalana el Trofeu Catalunya Internacional 2012,  contra la selecció de Nigèria, un partit disputat a l'Estadi de Cornellà-El Prat, que va acabar en empat a 1.
El 30 de desembre de 2013 va disputar amb la selecció catalana el Trofeu Catalunya Internacional 2013, un partit contra la selecció de Cap Verd, un partit disputat a l'Estadi Olímpic Lluís Companys de Barcelona, que va acabar amb victòria de la selecció catalana per 4 gols a 1.
El 25 de març de 2019 va disputar amb la selecció catalana el partit contra Veneçuela, que va acabar amb victòria catalana per 2 a 1, a Montilivi.

### Selecció espanyola
El maig de 2008 va jugar i guanyar amb la selecció sub-17 d'Espanya el Campionat d'Europa de Futbol sub-17 a Turquia. Va formar part de la selecció espanyola sub-19 que va disputar el Campionat d'Europa de la UEFA Sub-19 de 2010 en què la selecció espanyola hi va quedar subcampiona.
El juny de 2011 formà part de la selecció espanyola de futbol Sub-21 que va guanyar el Campionat d'Europa de futbol sub-21 de 2011, celebrat a Dinamarca.
El juliol del 2012 va ser convocat per la selecció espanyola de futbol per representar Espanya als Jocs Olímpics de Londres 2012, una competició en què el combinat espanyol va caure eliminat en la primera lligueta.
Va formar part de l'equip sub-21 espanyol que va guanyar el Campionat d'Europa sub-21 el 2013

## Palmarès

### FC Barcelona
- 1 Lliga de Campions: (2014-15[31])
- 2 Lligues: (2012-13,[32] 2014-15[33])
- 1 Supercopa d'Espanya: (2013[34])
- 1 Copa del Rei: 2014-15[35]

Reial Betis
- Copa del Rei (1): 2021-22